# ゴンドラ操作者
ゴンドラ操作者（ゴンドラそうさしゃ）とは、ゴンドラの取扱の業務に係る特別教育を修了した者。

## 概要
- ゴンドラの操作を行う。

## 受講資格
- 満18歳以上

## 特別教育
- 特別教育は各事業所（企業等）又は都道府県労働局長登録教習機関において行われる。
- ゴンドラ取扱い業務特別教育規程（昭和47年労働省告示第121号）で規定された履修時間は9時間（以上）となっている。

### 講習科目
- 学科

1. ゴンドラに関する知識（2時間）
2. ゴンドラの操作のために必要な電気に関する知識（2時間）
3. 関係法令（1時間）

- 実技

1. ゴンドラの操作及び点検（3時間）
2. ゴンドラの操作のための合図（1時間）

## 操作できるゴンドラ
- 建設用、清掃・メンテナンス用等のゴンドラ